# Rosenberg (Weischlitz)
Rosenberg ist eine Häusergruppe bei Weischlitz im Vogtland.

## Geografie
Etwa 7 Kilometer südwestlich von Plauen auf etwa 436 m NN befindet sich Rosenberg. Am südlichen Teil der Ortslage führt die Bundesautobahn 72 vorbei.

## Geschichte

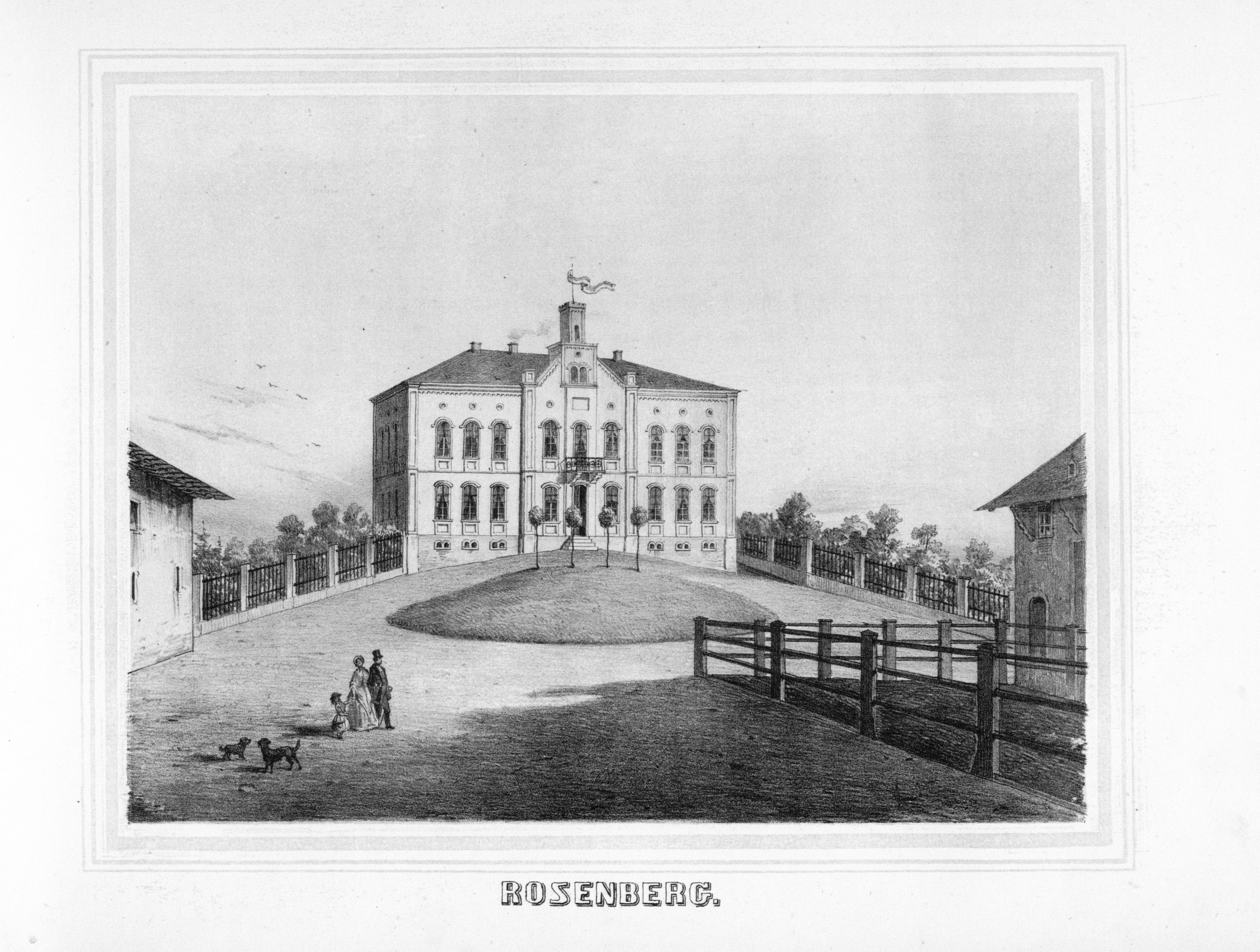
Herrenhaus des Rittergutes, Neubau von 1856

Die Ansiedlung ist spätestens 1642 als ein Einzelgut ersterwähnt. Im Jahre 1764 gehörte der Weiler zum Rittergut Oberweischlitz. Vor 1875 wurde der Ort auch nach Oberweischlitz eingemeindet und gehört demzufolge seit 1950 zur Gemeinde Weischlitz. Für 1871 sind 10, für 1875 11 Häuser belegt. 1880 sind wiederum 10 Häuser belegt.

### Einwohnerentwicklung
| Jahr      | 1764  | 1834 | 1871 | 1875 | 1880 | 1890 |
| --------- | ----- | ---- | ---- | ---- | ---- | ---- |
| Einwohner | 2 (1) | 42   | 88   | 125  | 88   | 115  |

(1) 1746 wurden Einwohner (Bauern) im Obersächsischen als besessener Mann bezeichnet.

## Personen, die mit Rosenberg in Verbindung stehen
- Hermann Ludolph Hennig Kasten, in Rosenberg verstorben

## Belege
1. ↑  Rosenberg (1) – HOV | ISGV. Abgerufen am 18. Februar 2023.
2. ↑  'Generalübersicht sämmtlicher Ortschaften des Königreichs Sachsen nach der neuen Organisation der Behörden mit Angabe ihrer Einwohner- und Häuserzahl am 1. December 1871 : Zusammengestellt vom K. sächs. statist. Bureau' – Digitalisat | MDZ. Abgerufen am 18. Februar 2023.
3. ↑  'Alphabetisches Taschenbuch sämmtlicher im Königreiche Sachsen belegenen Ortschaften und der besonders benannten Wohnplätze : mit Angabe der politischen Gemeinden, der Amtsgerichte, der Landgerichte, der Kreishauptmannschaften, der Amtshauptmannschaften und der Gendarmerie-Bezirke, der Gebäude- und Einwohnerzahlen am 1. Dezember 1875, sowie der Postbestellanstalten' – Digitalisat | MDZ. Abgerufen am 18. Februar 2023.
4. ↑  Saxony (Kingdom) Statistisches Landesamt: Alphabetisches Verzeichniss der im Königreiche Sachsen belegenen Stadt- und Landgemeinden: mit den zubehörigen, besonders benannten Wohnplätzen … : nebst alphabetischem Register. C. Heinrich, 1884, S. 527 (google.de [abgerufen am 18. Februar 2023]).